# Duma (episk sång)

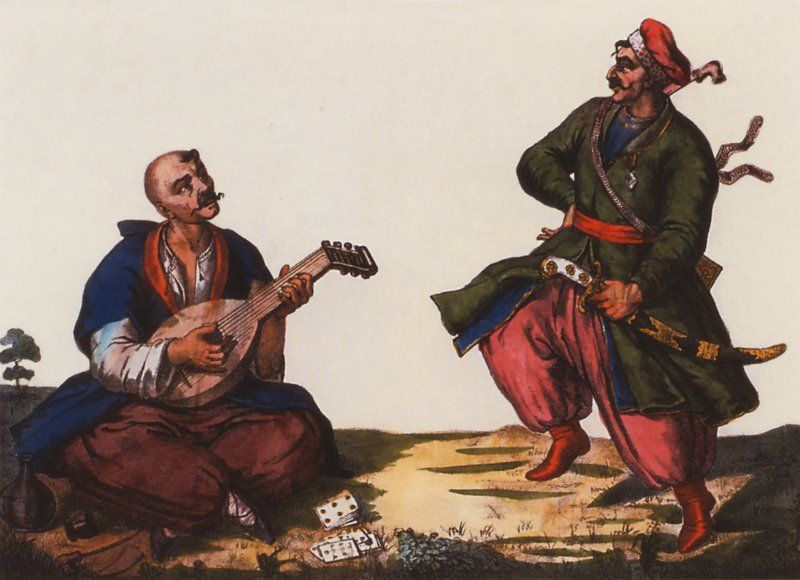
Kossak med en kobza

Duma (plural: dumy) är en episk berättar- och sångform inom den ukrainska folkkulturen med rötter som sträcker sig till 1500-talet. Dumy framfördes ofta av kringströvande blinda män. De kallades kobzary, bandurysty eller lirnyky. De sjöng eller reciterade sina dumy till ackompanjemang av musikinstrumenten kobza, bandura eller vevlira. Vanligen hade de ett barn som ledsagare. Kobzary var ofta gamla kosackkrigare som lämnat sin tjänst. Dumy är intimt kopplade till kosacktraditionen och utgör en grundsten i den ukrainska identiteten. Det episka innehållet i dumy följer olika tematiska stråk där berättelser om kosackernas krigföring utgör en central del. Mytbildningen baserar sig på verkliga händelser och kosackhjältarna och hjältinnorna är inga gudar eller övermänniskor. De var inom folkkulturen vanliga människor av kött och blod som offrat sig för den grekisk ortodoxa tron i kampen mot islam (osmaner och krimtatarer). Men kobzary sjöng och reciterade inte bara dumy om historiska händelser. På deras repertoar stod också ren underhållning och även mera religiösa uttolkningar. Deras ständiga kringströvande på landsbygden gjorde dem också till sin tids nyhetsförmedlare. 
I rollen som bärare av det ukrainska kulturarvet och i rollen som nyhetsrapportörer kom dessa blinda män att bli förföljda under sovjettiden.
Under Holodomor på 1930-talet, som ledde till miljoner av ukrainska bönder fick sätta livet till i en hungersnöd, förtrycktes även duma-traditionen. 1939 inbjöd Josef Stalin de återstående blinda dumysångarna i Ukrainska SSR till ett möte med konsert och konferens och led dem avrättas dem. Samlingar av dumy med etnografiskt värde förstördes och censurerades också, bland annat samlingar av Kateryna Hrushevska och Porphyr Demutsky.
Den ukrainske nationalskalden Taras Sjevtjenko (1814-1861), utgav den nationalromantiska diktsamlingen Kobzar där flera av dikterna namngivits som dumy. Taras Sjevtjenko föddes som livegen i en tid när Lillryssland var en del av Kejsardömet Ryssland och när det ukrainska språket bara tilläts offentligt i folkloristiska sammanhang. Tars Sjevtjensko räknas som grundare av det moderna ukrainska språket och kallas ofta  Den store kobzaren (Velykyj Kobzar).